# Confrérie de la Chevalerie estonienne

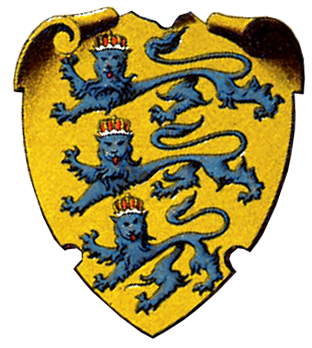
Blason de la confrérie.

La Confrérie de la Chevalerie estonienne (Estländische Ritterschaft en allemand ; Eestimaa rüütelkond en estonien) est une ancienne confrérie - juridique et politique - créée en 1584 par la noblesse germano-balte d'Estonie et dissoute en 1920.

## Histoire
La première mention d'une confrérie de la Chevalerie estonienne date de 1252, époque à laquelle les provinces nordiques de Revalia, Vironia et Harria (en) étaient réunies sous domination danoise. Le développement de la corporation en une entité politique s'achève sous les chevaliers Teutons en 1561, entraînant le contrôle de la région et des populations paysannes, à l'exclusion des villes.
La noblesse estonienne réussit à garder son rôle dominant pendant les périodes de dominations suédoise puis russe. Cela passait par la garantie de la pratique de la foi protestante luthérienne (confession d'Augsbourg), par l'utilisation de l'allemand comme langue administrative et par une autonomie locale concernant l'administration des terres et l'application de la loi aux populations allemande et estonienne.
Depuis 1758, 308 familles ont été inscrites dans les registres de la chevalerie estonienne. 179 de ces familles existent encore aujourd'hui.